# Solarna fotonaponska energija
Ako se električna energija dobije direktnim pretvaranjem energije sunčevog zračenja tada govori o sunčevoj fotonaponskoj (FN) energiji. U fizici ovakvo pretvaranje energije je poznato pod nazivom fotoelektrični efekt. Uređaji u kojima se odvija fotonaponsko pretvaranje energije zovu se solarne ćelije.
Sunčeva FN energija ubraja se u obnovljive izvore energije.

## Princip rada
Prema kvantnoj fizici svetlost ima dvojni karakter. Svetlost je i čestica i talas. Čestice svetlosti nazivaju se fotoni. Fotoni su čestice bez mase i kreću se brzinom svetlosti. Energija fotona zavisi o njegovoj talasnoj dužini odnosno o frekvenciji. Energiju fotona možemo izračunati Ajnštajnovim zakonom koji glasi:
{\displaystyle E=h\nu \,}
gde je:
{\displaystyle E} - Energija fotona
{\displaystyle h} - Plankova konstanta, iznosi {\displaystyle h=6.626}×{\displaystyle 10^{-34}Js}
{\displaystyle \nu \,} - Frekvencija fotona
U metalima i uopšte u materiji, elektroni mogu postojati kao valentni ili slobodni. Valentni elektroni vezani su uz atom, dok se slobodni elektroni mogu slobodno kretati. Da bi od valentnog elektrona nastao slobodni, on mora dobiti energiju koja je veća ili jednaka energiji vezanja. Energija vezanja predstavlja energiju kojom je elektron vezan za atom u nekoj od atomskih veza. U slučaju fotoelektričnog efekta elektron potrebnu energiju dobiva od sudara sa fotonom. Deo energije fotona troši se da bi se elektron oslobodio od uticaja atoma za koji je vezan, a preostali deo energije pretvara se u kinetičku energiju, sada već slobodnog elektrona. Slobodni elektroni dobiveni fotoelektričnim efektom nazivaju se još i fotoelektroni. Energija koja je potrebna da se valentni elektron oslobodi uticaja atoma naziva se rad izlaza {\displaystyle W_{i},} i zavisi o vrsti materijala u kojem se dogodio fotoelektrični efekt. Jednačina koja opisuje ovaj proces glasi:
{\displaystyle h\nu \,=W_{i}+E_{kin}}
gde je:
{\displaystyle h\nu \,} - Energija fotona
{\displaystyle W_{i},} - Rad izlaza
{\displaystyle E_{kin}} - Kinetička energija emitiranog elektrona
Iz gornje jednačine vidljivo je da se elektron neće moći osloboditi ako je energija fotona manja od rada izlaza.
Proces konverzije je zasnovan na fotoelektričnom efektu kojeg je otkrio Hajnrih Rudolf Herc 1887. godine, a prvi ga objasnio Albert Ajnštajn 1905, za šta je 1921. godine dobio Nobelovu nagradu.
Da bi dobili električnu energiju fotoelektričnim efektom trebamo imati usmereno kretanje fotoelektrona, odnosno struju. Sve naelektrisane čestice, a tako i fotoelektroni kreću se usmjereno pod uticajem električnog polja. Električno polje koje je ugrađeno u sam materijal nalazi se u poluprovodnicima i to u osiromašenom području PN spoja (diode). Za poluprovodnike treba naglasiti da uz slobodne elektrone u njima postoje i šupljine kao nosioci naboja koje su svojevrstan nusprodukt pri nastanku slobodnih elektrona. Šupljina nastaje svaki put kada od valentnog elektrona nastane slobodni elektron i taj proces naziva se generacija, dok se obrnuti proces, kada slobodni elektron popuni prazno mjesto - šupljinu, zove rekombinacija. Ako parovi elektron-šupljina nastanu daleko od osiromašenog područja moguće je da rekombiniraju, prije nego što ih razdvoji električno polje. Parovi koji nastanu uz osiromašeno područje ili u njemu bivaju privučeni, i to šupljine prema P strani poluprovodnika, te elektroni prema N strani poluprovodnika. Zbog toga se fotoelektroni i šupljine u poluprovodniku, nagomilavaju na suprotnim krajevima i na taj način stvaraju elektromotornu silu. Ako na takav sistem spojimo potrošač, poteći će struja i dobiti ćemo električnu energiju.
Na ovakav način sunčane ćelije proizvode napon oko 0.5-0.7 V uz gustinu struje od oko nekoliko desetaka mA/cm2 zavisno od snage sunčevog zračenja, ali i o spektru zračenja.
Korisnost fotonaponske solarne ćelije definiše se kao odnos električne snage koju daje FN solarna ćelija i snage sunčevog zračenja. Matematički se to može formulirati relacijom:
{\displaystyle \eta \,={\frac {P_{el}}{P_{sol}}}={\frac {U\cdot I}{E\cdot A}}}
gde je:
Pel - Izlazna električna snaga
Psol - Snaga zračenja (najčešće Sunčevog)
U - Efektivna vrednost izlaznog napona
I - Efektivna vrednost izlazne struje
E - Specifična snaga zračenja (npr. u W/m²)
A - Površina
Korisnost FN solarnih ćelija kreće se od svega nekoliko postotaka do četrdesetak posto. Ostala energija koja se ne pretvori u električnu uglavnom se pretvara u toplotnu i na taj način greje ćeliju. Uopšte porast temperature solarne ćelije utiče na smanjene korisnosti FN ćelije.

### Karakteristike pojedinih ćelija
PV ćelije iz silicijuma se izvode u više morfoloških oblika, kao monokristalne, polikristalne i amorfne.
- Monokristalne  ćelije: ovaj tip ćelije može pretvoriti 1000  sunčevog zračenja u 140 W električne energije s površinom ćelija od 1 m². Za proizvodnju monokristalnih Si ćelija potreban je apsolutno čisti poluprovodnički materijal. Monokristalni štapići se izvade iz rastopljenog silicijuma i režu na tanke pločice. Takav način izrade omogućuje relativno visoki stupanj iskoristivosti.
- Polikristalne  ćelije: ovaj tip ćelije može pretvoriti 1000  sunčevog zračenja u 130 W električne energije s površinom ćelija od 1 m². Proizvodnja ovih ćelija je ekonomski efikasnija u odnosu na monokristalne. Tekući silicijum se uliva u blokove koji se zatim režu u ploče. Tokom skrućivanja materijala stvaraju se kristalne strukture različitih veličina na čijim granicama se pojavljuju greške, zbog čega solarna ćelija ima manju iskoristivost.
- Amorfne Si ćelije: ovaj tip ćelije može pretvoriti 1000  sunčevog zračenja u 50 W električne energije s površinom ćelija od 1 m². Ukoliko se tanki film silicijuma stavi na staklo ili neku drugu podlogu to se naziva amorfna ili tankoslojna ćelija. Debljina sloja iznosi manje od 1 µm, stoga su troškovi proizvodnje manji u skladu sa niskom cenom materijala. Međutim iskoristivost amorfnih ćelija je puno niža u uporedbi s drugim tipovima ćelija. Prvenstveno se koristi u opremi gde je potrebna mala snaga (satovi, džepna računala) ili kao element fasade.
- Galijum arsenidne (GaAs) ćelije: galijum arsenid je poluprovodnik napravljen iz mešavine galijuma i arsena. Pogodan je za upotrebu u višeslojnim i visoko učinkovitim ćelijama. Širina zabranjene vrpce (band gap) je pogodna za jednoslojne solarne ćelije. Ima visoku apsorpciju pa je potrebna debljina od samo nekoliko mikrona da bi apsorbovao sunčeve zrake. Relativno je neosetljiv na toplotu u upoređenju sa Si ćelijama. Zbog visoke cene koristi se u svemirskim programima i u sastavima s koncentrisanim zračenjem gde se štedi na ćelijama. Projekti koncentrisanog zračenja su još u fazi istraživanja. Galijum indijum fosfidna/galijum arsenid (GaInP)/GaAs dvoslojna ćelija ima iskoristivost od 30% i koristi se u komercijalne svrhe za svemirske aplikacije. Ovaj tip ćelije može pretvoriti 1000  sunčevog zračenja u 300 W električne energije sa površinom ćelija od 1 m².
- Kadmijum telurove (CdTe) ćelije: ovaj tip ćelije može pretvoriti 1000  sunčevog zračenja u 160 W električne energije sa površinom ćelija od 1 m² u laboratorijskim uslovima. Kadmijum telurid je jedinjenje elementa: metala kadmijuma i polumetala telura. Pogodan za upotrebu u tankim PV modulima zbog fizičkih svojstava i jeftinih tehnologija izrade. Uprkos navedenim prednostima, zbog kadmijumove otrovnosti i sumnje na kancerogenost nije u širokoj upotrebi.

### Povezivanje ćelija u veće celine
Povezivanje ćelija može biti izvedeno na dva načina:
1. Paralelno– paralelnim spajanjem dolazi do povećanja jačine struje s povećanjem površine, izvodi se tako da se svi (+) polovi spoje na isti vodič, analogno i za (-) vodiče.
2. Serijski – serijskim spajanjem dolazi do povećanja napona s povećanjem površine, izvodi se tako da se naizmjenično spajaju (+) i (-) pol ćelija u nizu.

### Planiranje i prilagođavanje sastava
Jedan kvadratni metar fotonaponskih solarnih panela može proizvesti do 150 W bez održavanja snage do trideset godina. Oni će čak i raditi na difuzno svetlo kad su oblačni dani, ali sa manje izlazne snage. Napon proizveden fotonsponskim panelom ostaje približno isti bez obzira na vreme, ali jačina (A) i snaga (W) će varirati.
Najvažniju varijablu koju treba imati na umu pri planiranju fotonaponskih solarnih instalacija je izlazna snaga, koje će uglavnom zavisiti o četiri faktora:
1. maksimalna snaga vašeg panela
2. intenzitet svetlosti
3. broj sati izloženosti suncu i
4. ugao izlaganja suncu

Rad pri intenzivnom dnevnom svetlu
Maksimalna snaga Pmax panela izražava se u Wp, znači koliko vati (W) će panel proizvoditi u optimalnim uslovima, tj. u podne na direktnu sunčevu svetlost po hladnom vremenu. Maksimalni intenzitet sunca je 1,000 W/m². Sledeći faktori utiču na količinu sunca, a time i na produktivnost fotonaponskih panela:
1. Vremenski uslovi (oblaci, magla i sl.)
2. Kako je sunce visoko na nebu
3. Broj sunčanih dana

Prvi faktor se često pomalo olako shvata, 50 W panela bi trebao proizvesti 50 W za svaki sat od sunca 1,000 W / m². Paneli će proizvesti oko pola tog iznosa (25 vata svaki sat) kada su izloženi do 1/2 svetla (500 W / m²). Difuzno svetlo koje prolazi kroz tanke oblake moglo bi davati oko 300 W / m². U vrlo lošim vremenskim uslovima s debelim, tamnim oblacima, intenzitet svetlosti mogao bi pasti na 100 W / m² i proizvesti samo 5 W po satu.
Drugi faktor, visina sunca iznad horizonta varira od godišnjeg doba. Kada je sunce vrlo visoko u nebo (leto), njegovi zraci putuju kroz atmosferu brže na kraće udaljenosti, nego kad je nisko na nebu (zimi). Sunčevi zraci su raspršene sve više i tim više postaju difuzni prilikom prolaska kroz maglu ili zagađenja. Mesto koje dobiva puno sunca u 9. mjesecu moglo bi biti zasenjeno od novembra do januara zbog prepreka (drveće, dimnjaci, krovova i sl.).
Treći faktor stvara najveći problem za one koji ne žive u blizini ekvatora, odnosno razlika u broju sunčanih sati između godišnjih doba.
Optimalno okretanje panela prema Suncu
Uvijek je najbolje da se paneli usmere prema jugu sa idealnim uglom nagiba zavisno od geografskog položaja i doba godine. Sunčevi zraci trebaju padati strmo na panel. Idealna situacija u Evropi je da imamo krov okrenut prema jugu s uglom između 40 i 60 stupnjeva, ili, još bolje, ravni krov ili površinu na kojem možemo panele podesiti po volji. Može se odstupati od ovih vrednosti ako je to neophodno ili iz estetskih razloga, da bi ih uklopili u postojeće arhitektonske strukture. Budućnost fotonaponskih sistema zavisiće će u velikoj meri o skladnoj integraciji panela u gradnji zgrada.

### Ostali parametri
Od ostalih parametara koji još nisu spomenuti, sa energetskog stanovišta, bitno je vreme povratka uložene energije. Kao i svaki uređaj, tako i FN solarne ćelije, da bi se proizvele, zahtevaju određeni ulog energije. Vreme povratka uložene energije je vreme koje FN ćelija mora raditi da bi proizvela električnu energiju koja je bila potrebna za njenu proizvodnju. To vreme iznosi od jedne do nekoliko godina, dok je rok trajanja od 10 do 30 godina, zavisno o tehnologiji.

## Razvoj fotonaponske tehnologije i tržišta
Pod razvojem fotonaponske tehnologije podrazumeva se razvoj tržišta sunčeve FN energije i razvoj same tehnologije.

### Razvoj tržišta
Kada govorimo o tržištu FN energije mislimo na instalirane kapacitete solarnih ćelija u nekoj regiji ili svetu. Unazad desetak godina, tržište FN tehnologije raste praktično eksponencijalno. Države u kojima je proizvedeno najviše FN solarnih ćelija su Japan, Nemačka, zatim SAD, te Tajvan i Kina.
U 2007. godini svetska proizvodnja FN solarnih ćelija iznosila je oko 3800 MW, dok je porast proizvodnje u odnosu na 2006. godinu iznosio 50%. Ovakav drastičan porast može se objasniti državnim podsticajima za obnovljive izvore energije, sve većom brigom za okolinu zadnjih godina (Kjoto protokol), te rastom cena nafte.
Zbog komplikovane političke situacije u Evropi i različite politike država članica, ne postoji usaglašen pristup obnovljivim izvorima energije. Uprkos tome, Evropska unija je postavila cilj da do 2010. godine 12% ukupne i 22% električne energije bude proizvedeno iz obnovljivih izvora energije. Postavljen je cilj da se ukupno ugradi 3000 MW fotonaponskih sistema do 2010. godine, što je povećanje od sto puta u odnosu na 1995. godinu. Godišnja proizvodnja električne energije je između 2,4 i 3,5 TWh, zavisno o lokaciji na kojoj je sastav ugrađen.

### Razvoj tehnologije
Prva moderna fotonaponska solarna ćelija napravljena je 1956. godine u Belovoj laboratoriji. Prve FN ćelije bile su razvijane za svemirske programe. Razvoj FN tehnologije se zadnjih godina, podstaknut jakim razvojem tržišta, intenzivno menja. Do danas je razvijeno mnogo materijala od kojih su najčešće u upotrebi silicijum, zatim galijum-arsenid, kadmijum-sulfid, kadmijum-telurid i mnogi drugi. Takođe postoji više tehnologija izrade FN ćelija. Tako su razvijene tehnologije izrade FN ćelija od kristalnih poluprovodnika i u obliku tankog filma. Tipovi FN ćelija od kristalnih poluprovodnika su:
- Silicijumove Si monokristalne, polikristalne i amorfne
- Galijum arsenidne
- Bakar-indijum-diselenidne
- Kadmijum-teluridne

Za sada na tržištu preovladavaju ćelije od kristalnog silicijuma, dok se predviđa da će u budućnosti sve veći udeo pripasti tankom filmu. Tehnologija tankog filma omogućuje znatnu uštedu materijala, mnogo fleksibilniju ugradnju FN ćelija, pošto ih je moguće saviti. Nadalje, solarne ćelije napravljene tehnologijom tankog filma imaju znatno kraće vreme povratka uložene energije dok im je korisnost nešto niža.
Silicijum kao osnovni materijal apsolutno dominira s udelom 98,3%, i to pretežno tehnologija kristalnog silicijuma s 93,7% udela u ukupnoj proizvodnji. Sve do nedavno (2000. g.) preovladavala je tehnologija proizvodnje monokristalnog silicijuma dobivenog tzv. Czochralskijevim postupkom ili tehnologijom lebdeće zone (engl. float zone). Proizvodnja monokristalnog silicijuma je skuplja ali je učinak ćelija veći. Danas ta tehnologija sve više gubi korak u poređenju s tehnologijom multikristalinog silicijuma (Mc-Si). Prednosti multikristalnog silicijuma su manja kapitalna ulaganja za proizvodnju vafera, veća iskoristivost silicijuma zbog korištenja četvrtastih vafera koji daju veću aktivnu površinu modula u uporedbi s okruglim ili kvazi-okruglim oblikom monokristalnog vafera. U Mc-Si tehnologiji lakše se proizvode ćelije većih površina veličina (150×150 i 200×200 mm), što pojednostavljuje njihovu ugradnju u module. Mc-S i tehnologije u ukupnoj proizvodnji sunčanih ćelija u 2003. g. su sudelovale sa 57.2%.
Trakasti silicijum ima prednost što je u njegovom procesu proizvodnje izbjegnuta potreba rezanja vafera, čime se gubilo i do 50% materijala u procesu presecanja. Međutim, kvalitet i mogućnost proizvodnje nije takva da bi ova tehnologija preuzela vodstvo u bliskoj budućnosti. Najveći tehnološki nedostatak kristalnog silicijuma je svojstvo da je poluprovodnik sa tzv. indirektnim zabranjenim pojasom zbog čega su potrebne relativno velike debljine aktivnog sloja kako bi se u najvećoj meri iskoristila energija Sunčevog zračenja. U tehnologiji tankog filma primjenjuju se poluprovodnici s tzv. direktnim zabranjenim pojasom i njihove debljine mogu biti znatno manje, uz značajno manji utrošak materijala, što obećava nisku cenu i mogućnost proizvodnje velikih količina ćelija. Nažalost, iako dugo najavljivane, tehnologije sunčanih ćelija u tankom filmu s amorfnim silicijumom, CIS, CdTe i druge, zbog cijene, niskog učinka, i stabilnosti modula još uvijek nisu pokazale svoju tržišnu sposobnost i biće potrebna značajna ulaganja da postanu konkurentne kristalnom silicijumu. Udeo tehnologija tankog filma (amorfni silicijum, CdTe, CIS), uprkos značajnim naporima uloženim u istraživanja ostao je vrlo skroman, oko 6,3% tržišta u 2003. godini. Međutim, snažan rast proizvodnje sunčanih ćelija s kristalnim silicijumom može prouzrokovati porast cene i nestašicu sirovog silicijuma pa je moguć i veći proboj ovih tehnologija u budućnosti.
Električno polje osiromašenog područja, osim što služi da razdvoji i usmjeri kretanje slobodnih naboja u PN spoju, stvara dodatnu energetsku barijeru slobodnim nosiocima naboja. Slobodni nosioci (elektroni i šupljine) nastali iz sudara valentnog elektrona i fotona trebaju imati dovoljno energije da bi savladali i energetsku barijeru. S tog stanovišta, energetska barijera bi trebala biti što manja, ali kada je ne bi bilo, ne bi bilo niti električnog polja, niti funkcije koju ono obavlja. Prema ovakvom rezoniranju izračunata je teorijska maksimalna korisnost za određene energetske barijere. Iznos (širina) energetske barijere ima različite iznose za PN spojeve izrađene od različitih materijala. Širini energetske barijere električnog polja u PN spoju u FN ćeliji posvećuje se puno pozornosti u tehnologiji izrade FN ćelija. Optimalno je da iznosi oko 1.4 eV.
Pri fotoelektričnom efektu samo deo fotona može izazvati fotoelektrični efekat. Za pojedine materijale postoje različite granice energija fotona koje mogu izazvati fotoelektrični efekt. Na primjer, silicijumska FN ćelija ima maksimum spektralne osetljivosti za talasnu dužinu od 800 nm, tj. najbolje apsorbira svetlost te talasne dužine. Pri upotrebi samo jednog materijala za izradu FN solarne ćelije veliki deo energetskog spektra fotona ostaje neiskorišćen. Zbog toga se istražuju FN solarne ćelije izrađene od više PN spojeva, odnosno od više poluprovodničkih materijala. Svaki materijal koristi deo spektra sunčevog zračenja. Ovakve solarne ćelije nazivaju se višeslojne fotonaponske solarne ćelije (engl. multijunction photovoltaic cells). Na ovaj način moguće je postići veću korisnost, čak veše od teorijskih korisnosti pri upotrebi samo jednog materijala. Do sada su postignute korisnost FN solarnih ćelija do oko četrdesetak posto.
Pošto su ovakvi novi materijali vrlo skupi, sunčeva svetlost se optičkim sistemom ogledala ili sočiva koncentriše na male površine skupih fotonaponskih ćelija. Ovakav dizajn ekonomski je opravdan ako su fotonaponske ćelije skuplje od optičkog sistema za koncentrisanje. Uz ovakav dizajn potrebna je manja površina fotonaponskih solarnih ćelija. Na taj način grade se moduli kao na slici koja je prikazana levo od teksta.

## Primena
Primena FN solarnih ćelija danas je dosta raširena i postaje sve raširenija. FN ćelije se mogu videti kao izvori napajanja parkirališnih automata, ili na kalkulatoru kao pomoćni izvor napajanja. Koriste se na kao izvori napajanja na veštačkim satelitima i svemirskim stanicama. Koriste se i u dekorativne svrhe kao npr. u Zadru (instalaciji Pozdrav Suncu). Takođe se koriste za proizvodnju električne energije u solarnim elektranama.
Jedan od primera primene solarne energije je i prvi na svetu Javni solarni punjač za mobilne telefone i druge prenosive uređaje Stroberi Drvo (engl. Strawberry Tree). Ovaj uređaj je izumela, projektovala i napravila grupa studenata Beogradskog Univerziteta, koja je kasnije oformila i kompaniju Stroberi enerdži (engl. Strawberry energy). Za ovu inovaciju, Stroberi enerdži je osvojio prvo mesto na manifestaciji "Nedelja održive energije 2011" u Briselu u kategoriji smanjenja javne potrošnje. Trenutno je Stroberi Drvo postavljeno u sledećim gradovima: Obrenovcu, Beogradu (na opštini Zvezdara, u Tašmajdanskom parku nazvano Stroberi Drvo Blek (engl. Strawberry Tree Black) novog dizajna od strane arhitekte Miloša Milivojevića i na trgu Slavija nazvano Stroberi Drvo Tok (engl. Strawberry Tree Flow) po dizajnu Tamare Švonje i Vojina Stojadinovića), Novom Sadu, Kikindi, Vranju, Boru, Valjevu i dva u Bijeljini u Bosni i Hercegovini. Stroberi enerdži je razvio i mali prenosivi solarni punjač Stroberi Mini (engl. Strawberry Mini) koji se može sklapati, rasklapati i prevoziti uz pomoć ugrađenih točkića. U Stroberi Mini je ugrađen i ekran osetljiv na dodir (engl. touch screen) sa eko aplikacijom gde se korisnici mogu edukovati o obnovljivim izvorima energije. Za potrebe područja bez pristupa električnoj energiji, Stroberi enerdži osmislio je i drugi model prenosivog solarnog punjača Stoberi Mini SOS (engl. Strawberry Mini SOS) koji pored kablića za punjenje mobilnih telefona ima i dve utičnice za druge uređaje manje potrošnje, SOS dugme za poziv u slučaju hitnih situacija kao i dvostruko LED osvetljenje..
Zapravo, jedna od najčešćih primjena FN sunčanih ćelija je napajanje električnom energijom uređaja, industrijskih objekata, domaćinstava na mestima gde nema električne energije, na lokacijama koje su udaljene od elektroenergetskog sistema ili je jeftinije ugraditi fotonaponski sistem nego napraviti instalacije za napajanje iz elektroenergetskog sistema. Fotonaponski sistem čine fotonaponske ćelije spojene sa baterijama i potrošačem.
Postoje pokušaji da se FN ćelije koriste u transportu. U Australiji se na primer svake godine održava trka solarnih električnih automobila (engl. Australia World solar challange). Deonica trke se proteže preko celog Australijskog kontinenta.

## Ekonomija
Za sada, proizvodnja električne energije iz fotonaponskih solarnih ćelija nije ekonomična u poređenju sa drugim izvorima, ako se u obzir ne uzmu podsticaji. Jedan kilovat instalirane snage za FN ćelije iznosi preko nekoliko hiljada USD (4500-13500 USD), dok je za elektranu na plin ta cijena oko 400 USD.
U mnogim državama, postoje podsticaji i privilegije za obnovljive izvore energije. Energija proizvedena iz povlašćenog izvora uvek se otkupljuje, i to po ceni znatno višoj nego što je prosečna cijena električne energije. Na ovaj način FN ćelije su isplative uz vrlo mali ili gotovo nikakav profit. Slabu ekonomičnost moguće je opravdati činjenicom da nije potrebno nikakvo gorivo za proizvodnju električne energije iz FN ćelija, te relativno dobrim uticajima na okolinu.
Ekonomičnost FN solarnih ćelija jako zavisi od mesta gde je postrojenje instalirano. Za mesto na kojem je instalirano FN postrojenje bitno je da ima mnogo sunčeve energije tokom godine. Najbolje su pozicije oko ekvatora, dok su pozicije koje su udaljenije od ekvatora uglavnom sve lošije. Da bi se poboljšala ekonomičnost FN postrojenja, FN moduli se naginju i orijentišu prema Suncu.

## Uticaj na okolinu
Sam rad FN solarnih ćelija praktično ne opterećuje okolinu. Pri radu FN ćelija ne proizvode se staklenički gasovi. Da se električna energija nije proizvodi u fotonaponskim ćelijama, morala bi se proizvesti iz nekog od konvencionalnog izvora električne energije (npr. u termoelektrani) koja pritom proizvodi stakleničke gasove. Zbog toga FN solarne ćelije imaju pozitivan uticaj na okolinu, a njihovom upotrebom smanjuju se emisije stakleničkih gasova.
Ono što u fotonaponskoj tehnologiji opterećuje okolinu je proizvodnja FN ćelija, te upotreba toksičnih materijala poput kadmijuma. Proces dobijanja silicijuma, kao najčešćeg materijala od kojega se izrađuju fotonaponske ćelije, energetski je vrlo zahtjevan. O tome najbolje govori činjenica da je vreme povrata uložene energije za proizvodnju FN ćelija od kristalnog silicijuma iznosi oko 3 godine. To se može ublažiti upotrebom drugačijih tehnologija, poput tehnologije tankog filma.
Loša strana, što se tiče uticaja na okolinu, je to što je potrebno zauzeti vrlo veliku površinu za instalaciju kapaciteta kako bi se osigurala dovoljna količina električne energije. Za izradu tako velikih kapaciteta bilo bi potrebno vrlo mnogo materijala. Pošto su neki od materijala za izradu FN ćelija toksični, to bi predstavljalo rizik za okolinu. Osim toga površina ispod FN ćelija ne može se obrađivati, tako da je bolje da se FN postrojenja grade na neobradivim područjima kao što su pustinje i sl. Ovi negativni uticaji na okolinu nikako se ne bi trebali potcenjivati i zanemarivati.
Prednosti FN tehnologije su da je to relativno čista tehnologija. Tokom rada ne opterećuje, u prevelikoj meri, okolinu i ne proizvodi stakleničke gasove.

## Spoljašnje veze
- Osnove energetike
- Besplatna energija - Koliko će fotonaponski panel proizvesti struje?
- Obnovljivi izvori energije